# Die Teufelsanbeter
Die Teufelsanbeter (Untertitel: Ein Filmwerk aus dem Orient in 6 Akten) ist ein deutscher Stummfilm, der im Jahr 1920 unter der Regie von Ertugrul Moussin-Bey entstand. Er basiert auf den Kapiteln Bei den Teufelsanbetern und Das große Fest aus Karl Mays Roman Durch die Wüste sowie dem Kapitel Der Opfertod des Heiligen aus der Fortsetzung Durchs wilde Kurdistan. In der Hauptrolle ist Carl de Vogt als Kara Ben Nemsi zu sehen.

## Handlung
„In den wilden, kaum erforschten Bergen des Kurdenlandes wohnt die geheimnisvolle Genossenschaft der Jesidi, die von ihren Gegnern die Teufelsanbeter genannt werden. In diesen von finsteren Tannen beschatteten Bergen herrschen Rache und Haß und steter Kampf zwischen den zahllosen Rassen und Sekten. Seltsame Feste vereinigen die Inbrunst von Tausenden, gekrönt durch den dramatischen Opfertod eines ihrer heiligen Männer. Und doch fehlt auch in diesen von gewaltigen Leidenschaften erfüllten Bildern nicht der warme Humor und eine frohsinnige starke Versöhnlichkeit, die alles zu einem befreienden Ende führt.“ (aus dem Verleihtext)